# Чорна вишивка

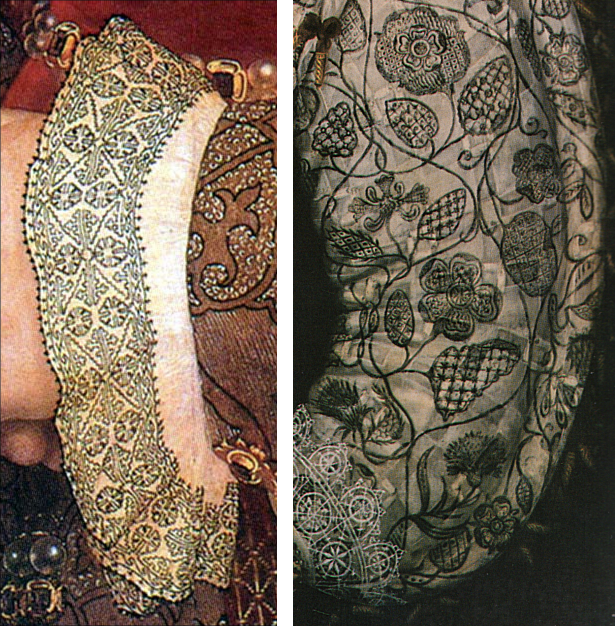
Різновиди стібків чорної вишивки в 1530-ті (ліворуч) і 1590-ті (праворуч) роки в Англії

Чо́рна ви́шивка або бле́кворк (від англ. blackwork) — техніка вишивання, в якій малюнок виконується чорною ниткою на білій тканині, а стібки накладаються рядками, утворюючи симетричний візерунок, вишитий всередині контуру. Використання стібків в дві і одну нитку створює живописні тіні, а незаповнені вишивкою ділянки — ефект світла, що відбивається на тканині.
У чорній вишивці найчастіше використовують два стібки: «назад голку» (також відомий як backstitch) і стібок «гольбейн» — однаковий з лицьової і виворітної сторін, завдяки чому він став дуже популярним для прикрашання таких деталей одягу, як манжети і коміри.

## Історія
Історія чорної вишивки дуже давня. Вона була відома ще в часи Давнього Риму, Греції та інших античних цивілізацій. Зразки чорної вишивки були знайдені по всій Європі, а досьогодні, як безперервна традиція, ця техніка збереглася у вигляді традиційної вишивки селян слов'янських країн(в першу чергу — України).

### Чорна вишивка в Англії
У Англії чорна вишивка до епохи Тюдорів вирористовувалася для прикрашання костюмів і тканин, а пік популярності досягнула під час правління Генріха VIII. Розквіт почався з прибуття Катерини Арагонськой, дочки короля Фердинанда і королеви Ізабелли Іспанської, до двору Тюдорів в 1501 році. Вона ввела в моду манеру вишивання, яку називали «іспанська робота», а пізніше — «чорна вишивка». Ця техніка вишивання була популярна в Іспанії, в XV-XVI столітті, поширившись країною під впливом мавританської цивілізації (маври Північної Африки панували на території Іспанії понад 800 років, і були вигнані з півострова в 1492 році королем Фердинандом і королевою Ізабеллою). За 24 роки царювання іспанської інфанти ця техніка отримала визнання при англійському дворі і залишалася в моді ще протягом 125 років.
Коли в 1553 році Генріх розлучився з Катериною, Іспанія і все іспанське виявилися в немилості, термін «іспанська робота» був з часом замінений на «чорна вишивка».
У Англії найчастіше такі малюнки використовувалися для прикрашання постільної білизни і інших предметів побуту, а також рукавів, комірців, манжетів, де стібки були виконані подвійним наметочним швом. Металеві нитки, відомі як срібно-позолочені, використовувалися для прикрашання і пожвавлення чорно-білої вишивки. Промислове виробництво металевих ниток дуже скоро витіснило позолочену срібну нитку, довкола шовкової нитки почали обмотувати золотисту або просто залишати золотий металевий дріт.
Для нижчих прошарків англійського суспільства вишукана чорна вишивка була альтернативою дорогому мереживу, яке за часів Тюдорів і раннього якобінського часу обкладалося високим податком. Крім того, королівським указом було заборонено носити мережива всім, окрім високої знаті. В результаті чого чорна вишивка, як прикраса одягу і м'яких меблів, набула широкої популярності.
Згодом, оскільки розвинута текстильна промисловість запропонувала більше кольорових ниток, чорна вишивка в Англії була забута на декілька століть як неяскрава і така, що вийшла з моди. Проте в минулому столітті в Англії спостерігалося відродження чорної вишивки — в 20-30-х роках, переважно у вигляді окремих фігур, заповнених візерунками, в строгому стилі Тюдорів.

### Наш час
Нинішній інтерес до чорної вишивки, як техніки, почався в 60-х роках минулого століття з вільнішого використання геометричних візерунків, що дозволяє створити глибину тону і структури, а також використовувати інші, не лише чорний, кольори.
Нині створено багато моделей для чорної вишивки, книг, схем і наборів.

## Техніка
В чорній вишивці (блекворк) малюнок виконується чорною ниткою на білій тканині. Стібки накладаються на тканину рядками, утворюючи симетричний візерунок, вишитий всередині контуру, що додає малюнку ефект мережива. Використання стібків в дві і одну нитку створює живописні тіні, а незаповнені вишивкою ділянки — ефект світла, що відбивається на тканині.
Існують спеціальні схеми вишивання в техніці блекворк. Їх можна розділити на дві основні групи: контурні і відтінки. Вишиваючи за контурною схемою, майстер позначаєте швом лише контури об'єктів. Найчастіше такі роботи виглядають просто, якщо не підібраний незвичайний сюжет або ж вишивка не мереживна. Схеми, за якими можна вишити цілі картини, де щільність вишивки визначає насиченість кольору (від чорного до світло-сірого), більш трудомісткі. Проте і результат роботи вражає більше. Тіні, відблиски, ілюзія об'єму — це все можна передати на вишивках, виконаних нехитрою на перший погляд технікою чорної вишивки — блекворк.
У чорній вишивці найчастіше використовують два стібки: стандартний «назад голку» і стібок «гольбейн».

### «Гольбейн»

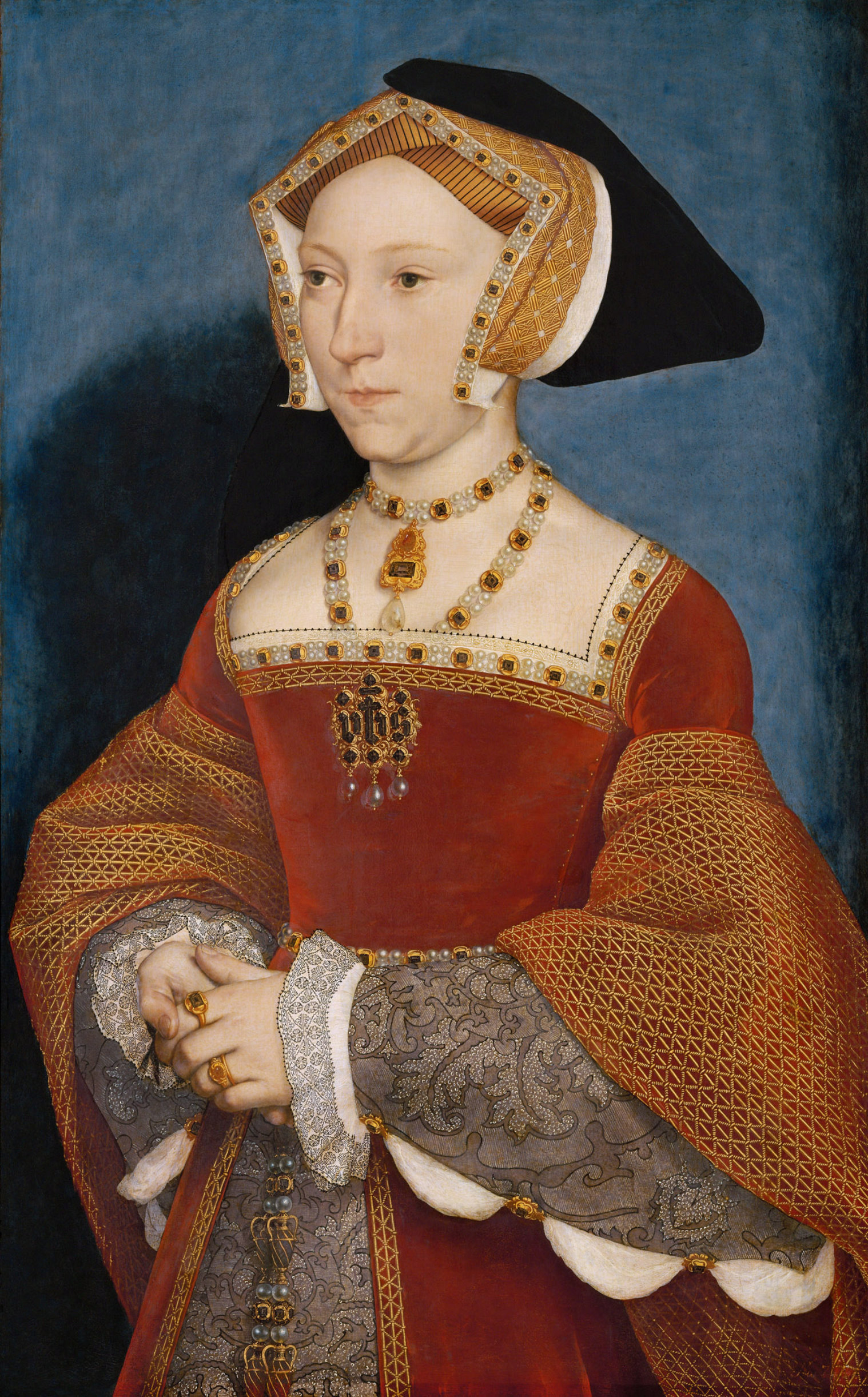
«Портрет Джейн Сеймур, королеви Англії», третьої дружини Генріха VIII
(на манжетах — вишивка стібками «гольбейн»)
Ганс Гольбейн молодший, 1536

Ганс Гольбейн молодший (нім. Hans Holbein der Jangere, *1497—†1543) — один з найвизначніших німецьких художників, найвідоміший представник династії живописців епохи Відродження. Твори Гольбейна відрізняються тонкими деталями, прозорістю світлотіні, соковитістю і шириною кисті. На честь художника назвали різновид східних килимів та різновид стібків чорної вишивки, оскільки Гольбейн часто зображав на своїх портретах представників вищих прошарків суспільства Британії в одязі з візерунками з чорних ниток. Так шов отримав назву від прізвища людини, яка ніколи не займалася вишивкою.
Стібок «гольбейн» — один з основних швів чорної вишивки, набагато простіший, ніж вишивання хрестиком або гладдю. Гольбейн часто називають «подвійним наметочним стібком». Спочатку роблять наметочний стібок в одному напрямі, потім повертаються назад таким самим стібком, закриваючи пропущені ділянки. Найскладніше при цьому — рухаючись назад, потрапляти голкою в ті ж дірочки, що і під час руху «вперед». У підсумку виходить двосторонній (тобто однаковий з обох боків полотна) візерунок, схожий на мереживо.
Колір фону під швом гольбейн нині вже може бути будь-яким. Наприклад, жовтим. Але нитки мають бути лише чорні — інакше це не блекворк.